# Pericoma maroccana
Pericoma maroccana és una espècie d'insecte dípter pertanyent a la família dels psicòdids que es troba a l'Àfrica del Nord: el Marroc.